# Affiénou
Affiénou  est une localité du sud-est de la Côte d'Ivoire, et appartenant au département d'Aboisso, Région du Sud-Comoé. La localité d'Affiénou est un chef-lieu de commune.

## Liens
Le site officiel du Village d'Affiénou : http://www.affienou.com/